# Webster-Pass
Der Webster-Pass ist ein verschneiter Gebirgspass an der Walgreen-Küste des westantarktischen Marie-Byrd-Lands. Im Zentrum der Bear-Halbinsel liegt er an der Wasserscheide zwischen dem Brush- und dem Holt-Gletscher.
Der United States Geological Survey kartierte ihn anhand von Luftaufnahmen der United States Navy aus dem Jahr 1966. Das Advisory Committee on Antarctic Names benannte ihn 1978 nach William O. Webster, der bei sieben Kampagnen der Operation Deep Freeze an den Aufzeichnungen meteorologischer und ozeanographischer Daten beteiligt war.